# كانغ يون تاك
كانغ يون تاك (هانغل: 강은탁) هو ممثل كوري جنوبي. ولد في 16 أغسطس 1982 في كوريا الجنوبية.

## وصلات خارجية
- كانغ يون تاك على موقع IMDb (الإنجليزية)
- كانغ يون تاك على موقع قاعدة بيانات الفيلم (الإنجليزية)
- كانغ يون تاك على موقع كينوبويسك (الروسية)